# Chiroubles (Weinbaugebiet)

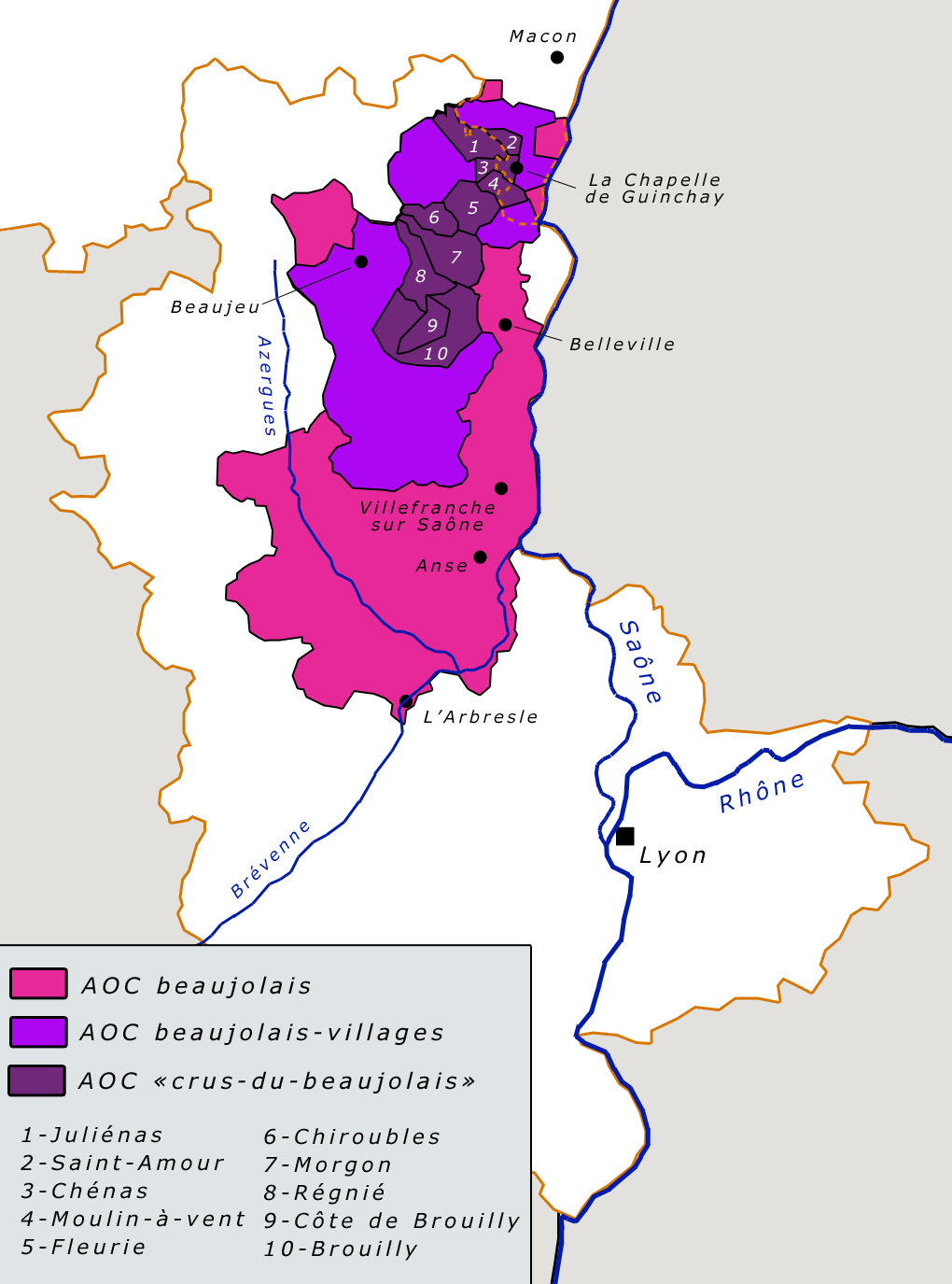
Übersichtskarte des Weinbaugebiets Beaujolais inklusive der zehn Crus

Das französische Weinbaugebiet Chiroubles ist eines der zehn Cru du Beaujolais. Das Gebiet erhielt am 11. September 1936 den Status einer Appellation d’Origine Contrôlée (kurz AOC). Die 376 Hektar Rebfläche liegen auf dem Gemeinde-Gebiet von Chiroubles im Département Rhône. Das Gebiet grenzt an die Crus Fleurie und Morgon.
Hier entstehen Rotweine aus der Rebsorte Gamay, die vielleicht die typischsten Weine des Beaujolais sind. Sie sind leicht und spritzig, sehr erfrischend und sollten binnen zwei Jahren aufgebraucht werden. Die Weine werden mit der traditionelle Kohlensäure-Maischung bereitet. Diese Methode der Weinherstellung ist langsam und eignet sich nicht zur Herstellung von Beaujolais Nouveau, ergibt aber deutlich bessere Weine.
Die Rebflächen liegen in 400 bis 480 Metern Höhe über dem Meeresspiegel. Chiroubles ist damit der höchstgelegene Beaujolais-Cru.
Die Bodenstruktur der Zone besteht aus verwittertem Granit und Porphyr.
Die anderen Beaujolais-Cru-Weine sind Brouilly, Chénas, Côte de Brouilly, Fleurie, Juliénas, Moulin à Vent, Morgon, Régnié und Saint-Amour.